# Біатлон на зимових Олімпійських іграх 2002 — естафета (жінки)
Жіноча біатлонна естафета в програмі зимових Олімпійських ігор 2002 відбулася 18 лютого.
За регламентом вона складалася з чотирьох етапів по 7,5 км. На кожному етапі спортсменки виконували дві стрільби: в положенні лежачи і положенні стоячи.

## Медалісти
| Золото                                                                 | Срібло                                                                                | Бронза                                                                         |
| Німеччина · Катрін Апель · Уші Дізль · Андреа Генкель · Каті Вільгельм | Норвегія · Анн Елен Шельбрей · Лінда Тьорхом · Гун Маргіт Андреасен · Лів Ґрете Пуаре | Росія · Ольга Пильова · Галина Куклева · Світлана Ішмуратова · Альбіна Ахатова |

## Результати
| Місце | Номер | Країна                                                                         | Час                                       | Штрафи (К+П)                            | Відставання |
| ----- | ----- | ------------------------------------------------------------------------------ | ----------------------------------------- | --------------------------------------- | ----------- |
| 1     | 1     | Німеччина Мартіна Глагов Андреа Генкель Катрін Апель Каті Вільгельм            | 1:27:55.0 22:15.6 21:19.2 22:13.8 22:06.4 | 0+0 1+7 0+0 1+3 0+0 0+2 0+0 0+0 0+0 0+2 | –           |
| 2     | 2     | Норвегія Тура Бергер Лів Ґрете Пуаре Гун Маргіт Андреасен Лінда Хьорхом        | 1:28:25.6 22:01.0 22:07.7 22:18.5 21:58.4 | 0+3 0+6 0+0 0+3 0+1 0+0 0+1 0+1 0+1 0+2 | +30.6       |
| 3     | 3     | Росія Ганна Богалій Світлана Ішмуратова Ольга Зайцева Альбіна Ахатова          | 1:29:19.7 21:32.4 23:05.8 22:00.1 22:41.4 | 0+6 2+7 0+1 0+1 0+3 2+3 0+1 0+1 0+1 0+2 | +1:24.7     |
| 4     | 11    | Болгарія Павліна Філіпова Ірина Нікульчина Іва Карагезова Катерина Дафовська   | 1:29:25.8 22:11.9 21:44.1 23:29.2 22:00.6 | 0+2 0+11 0+1 0+3 0+0 0+3 0+1 0+2        | +1:30.8     |
| 5     | 5     | Словаччина Мартіна Галінарова Анна Мурінова Марцела Павковчекова Соня Міхокова | 1:30:11.5 22:24.9 21:57.7 23:39.2 22:09.7 | 0+4 1+4 0+0 0+0 0+1 0+0 0+2 1+3 0+1 0+1 | +2:16.5     |
| 6     | 5     | Словенія Люція Ларізі Андрея Грашіч Діяна Грудічек Тадея Бранковіч             | 1:30:18.0 22:22.4 21:38.6 22:40.8 23:36.2 | 0+6 0+7 0+1 0+2 0+0 0+3 0+2 0+0 0+3 0+2 | +2:23.0     |
| 7     | 12    | Білорусь Ольга Назарова Людмила Лисенко Євгенія Куцепалова Олена Хрустальова   | 1:31:01.6 21:44.5 22:23.7 23:11.6 23:41.8 | 0+1 0+6 0+0 0+0 0+0 0+1 0+1 0+3 0+0 0+2 | +3:06.6     |
| 8     | 14    | Чехія Катержина Лосманова Магда Резлерова Ірена Чеснекова Єва Гакова           | 1:31:07.6 22:28.9 22:14.3 22:39.1 23:45.3 | 0+4 0+4 0+0 0+1 0+1 0+0 0+2 0+0 0+1 0+3 | +3:12.6     |
| 9     | 4     | Франція Дельфін Бурле Флоранс Баверель-Робер Сандрін Байї Корінн Ніогре        | 1:31:09.3 22:45.4 22:46.1 22:35.6 23:02.2 | 0+4 0+7 0+1 0+1 0+0 0+3 0+3 0+1 0+0 0+2 | +3:14.3     |
| 10    | 8     | Україна Олена Зубрилова Олена Петрова Ніна Лемеш Тетяна Водоп'янова            | 1:32:00.6 22:04.0 24:04.9 23:19.2 22:32.5 | 1+4 0+1 0+0 0+0 1+3 0+0 0+0 0+1 0+1 0+0 | +4:05.6     |
| 11    | 7     | Італія Мікела Понца Наталі Сантер Катя Халлер Саскія Сантер                    | 1:34:03.7 22:49.3 24:18.8 23:19.8 23:35.8 | 0+4 2+5 0+0 0+0 0+2 2+3 0+0 0+0 0+2 0+2 | +6:08.7     |
| 12    | 10    | Фінляндія Катя Холанті Санна-Леена Перунка Аніта Німан Уті Кеттунен            | 1:34:18.7 23:21.5 24:18.8 23:19.8 23:35.8 | 0+4 0+6 0+1 0+1 0+0 0+2 0+1 0+3 0+2 0+0 | +6:23.7     |
| 13    | 9     | КНР Юй Шумей Сунь Жибо Лю Сяньїн Кон Інчао                                     | 1:34:45.6 23:25.1 23:14.9 24:35.2 23:54.6 | 0+6 0+3 0+3 0+0 0+1 0+2 0+2 0+0 0+0 0+1 | +6:50.6     |
| 14    | 13    | Японія Мамі Сіндо Тамамі Танака Хіромі Суга Рюко Такахаші                      | 1:35:09.8 23:25.1 23:14.9 24:35.2 23:54.6 | 0+8 1+7 0+0 0+3 0+3 0+0 0+2 1+3 0+3 0+1 | +7:14.8     |
| 15    | 15    | США Андреа Нарганг Кара Салмела Рейчел Стір Крістіна Сабастеанскі              | 1:41:16.0 25:23.7 25:45.6 24:21.1 25:45.6 | 1+7 2+9 0+0 1+3 1+3 0+3 0+2 0+0 0+2 1+3 | +13:21.0    |